# カンガナー・ラーナーウト
カンガナー・ラーナーウト（英語: Kangana Ranaut、ヒンディー語: कंगना राणावत、1987年3月23日 - ）は、インドの女優。

## 主な出演作品
- Gangster （2007年）
- Life in a... Metro （2007年）
- Fashion （2008年）
- Dhaam Dhoom （2008年、タミル語映画）[1]
- Raaz: The Mystery Continues （2009年）
- カイト　Kites （2010年）
- Once Upon a Time in Mumbaai （2010年）
- Tanu Weds Manu （2011年）
- ワダラの抗争　Shootout at Wadala （2012年）
- クリッシュ　Krrish 3 （2013年）[2]
- クイーン 旅立つわたしのハネムーン　Queen （2014年）
- Katti Batti （2015年）
- Tanu Weds Manu: Returns （2015年）
- ラングーン Rangoon （2017年）
- マニカルニカ ジャーンシーの女王 Manikarnika: The Queen of Jhansi （2019年）